# Isuzu Elf
Isuzu Elf - компактні вантажівки, які виготовляє японська компанія Isuzu з 1959 року. В країнах Європи в тому числі Україні називаються Isuzu N-серії.

## Перше покоління (TL151) 1959–1968

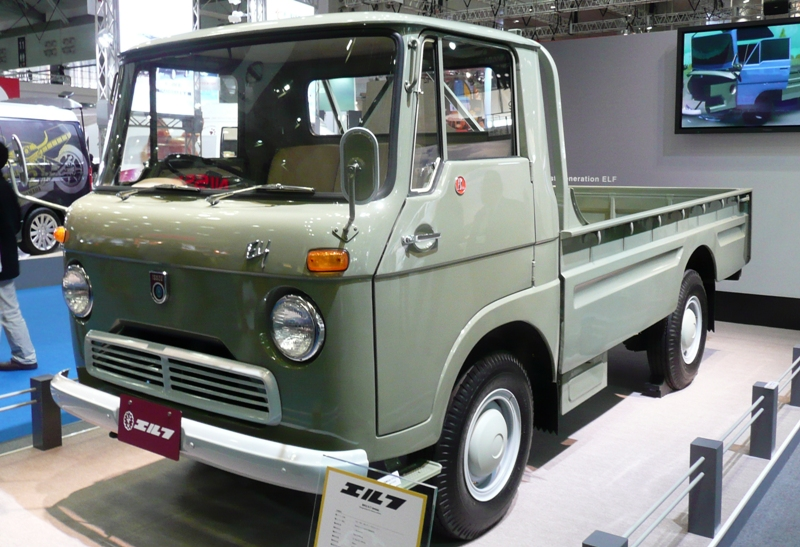
Isuzu Elf 1

В 1959 році почалося конвеєрне складання вантажного автомобіля Isuzu Elf TL, оснащеного 1,5 л бензиновим двигуном. 
В 1960 році гама двигунів поповнилась надзвичайно економічним дизельним двигуном 2,0 л DA640.

## Друге покоління 1968–1975

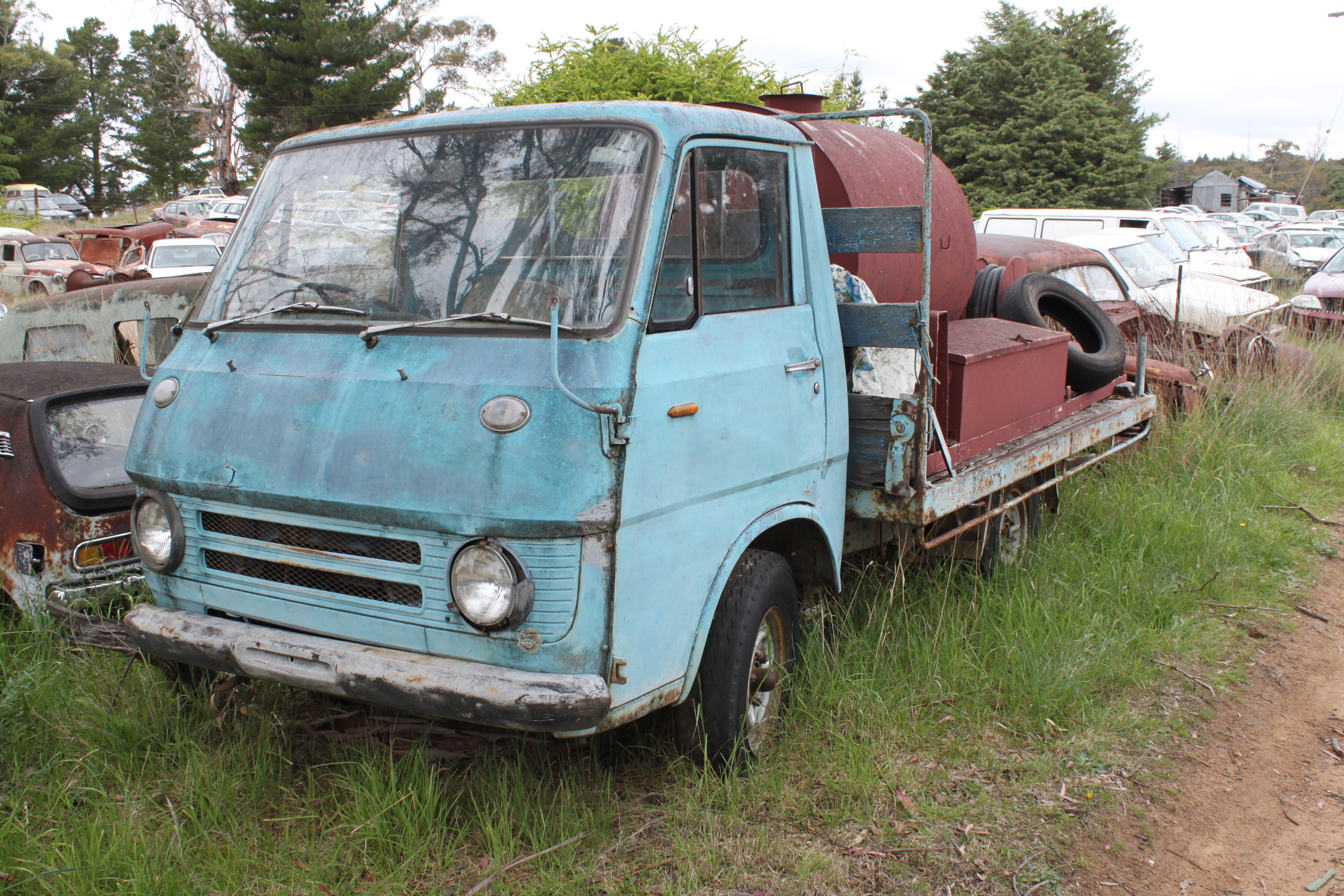
Isuzu Elf (KA40, 1967—1970)

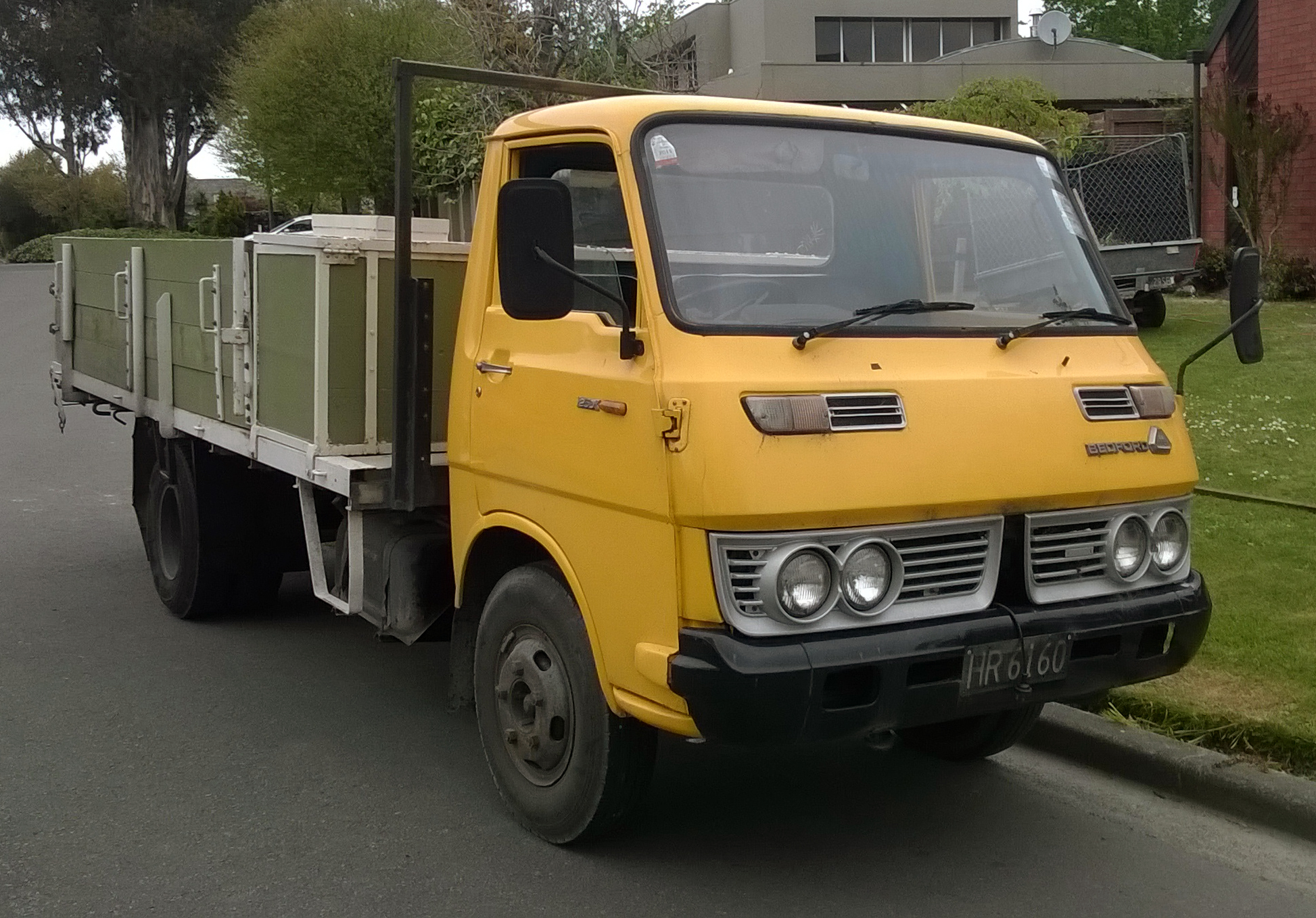
Bedford-Isuzu Elf (KA50, 1970—1975)

У серпні 1967 року повністю оновлений Isuzu Light Elf був доданий до існуючої лінійки; це легка версія вантажівки з корисним навантаженням 1,25 тонн. Вона мала одиночні круглі фари та код шасі КА-серії. Виробництво почалося з двигуном G150 об'ємом 1471 см3, що встановлюється Isuzu Belletts, і видає 68 к.с. (50 кВт). Це були перші автомобілі Elf другого покоління, серед яких з'являться і важкі моделі, і згодом змінять вантажівки першого покоління.

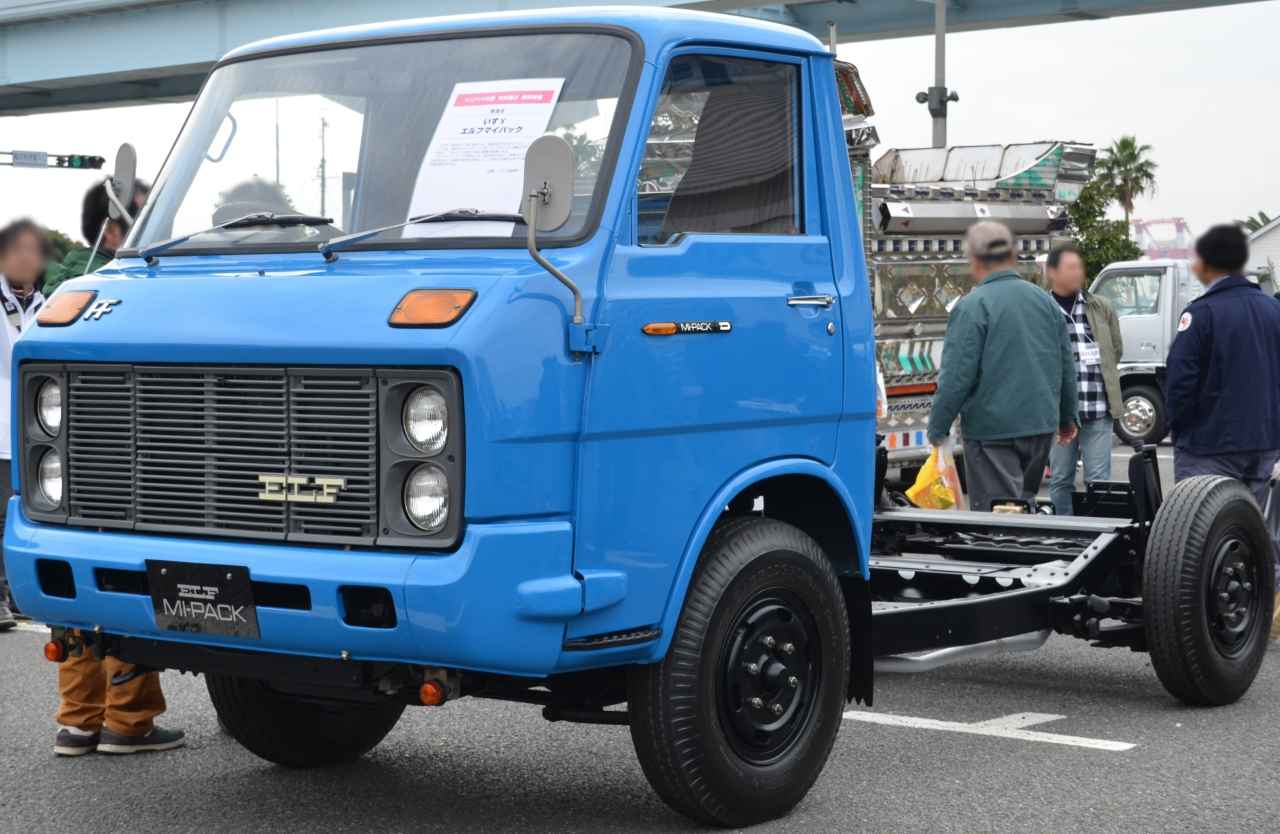
Isuzu Elf Mi-Pack

У квітні 1968 року було представлено друге покоління Elf (серії TL21/TLD21). Також у цей час вироблялася перехідна модель Elf Hi-Roof. У вересні 1969 року вантажопідйомність Light Elf була підвищена до 1,5 тонн і став доступний потужніший 1,6 літровий двигун G161AB потужністю 75 к.с. (55 кВт). У жовтні 1970 року модель Elf 250 вантажопідйомністю 2-2,5 тонни отримала оновлений 2,4 літровий дизельний двигун. З'явилася модель Elf 350, вантажопідйомністю 3,5 тонн.
У квітні 1972 року з'явився дуже сучасний Elf Mi-Pack. Mi-Pack був передньопривідною моделлю з плоскою та низькою підлогою багажника, лише на 450 мм від землі.

## Третє покоління 1975–1984

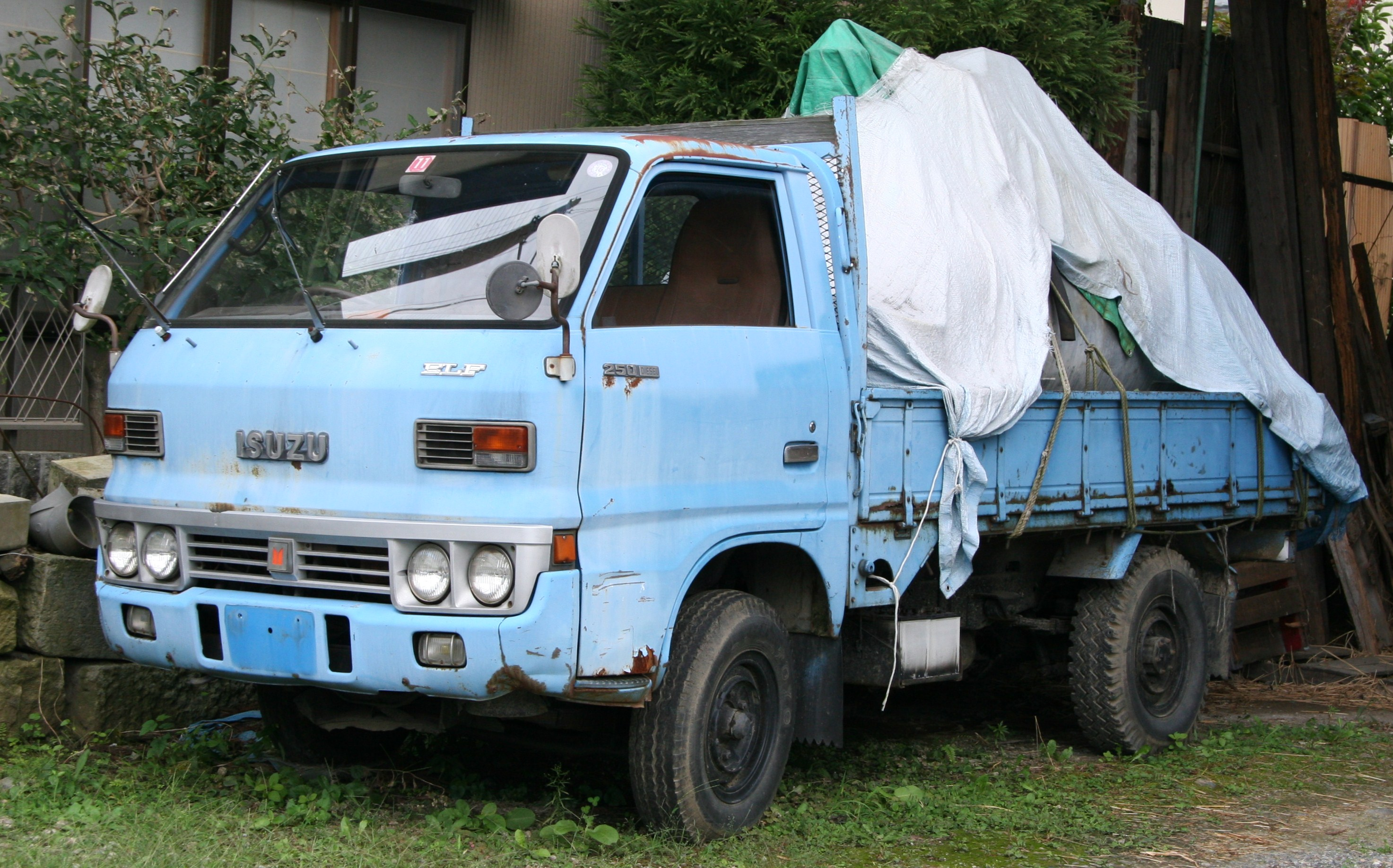
Isuzu Elf 250 (1975–1981)

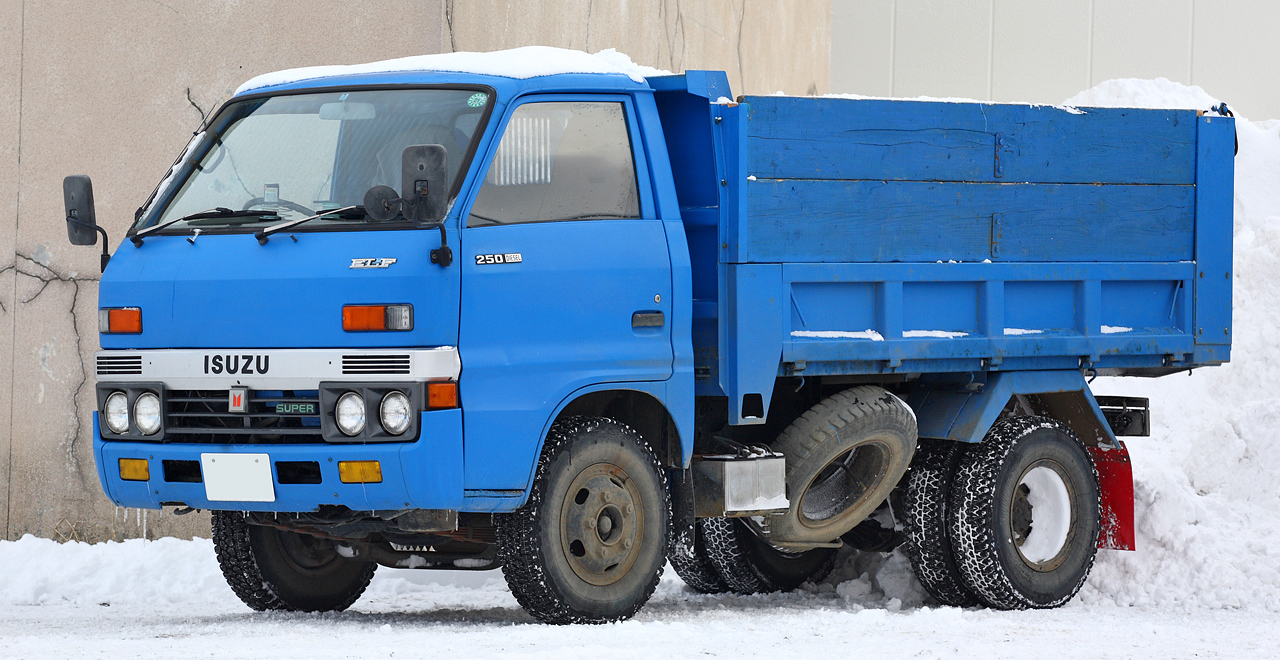
Isuzu Elf 250 Super (1981–1984)

Виробництво третього покоління Elf стартувало з червня 1975 року, вироблялися моделі Elf 150 і 250. Ці автомобілі були прозвані "Тора-сан" після виходу фільму з відомим японським актором Кієсі Ацумі, на якого нібито схожий автомобіль. З 1979 року з'явилася версія 2-х тонного Elf 250 з 3,3 літровим двигуном, що отримала назву «Elf 250 Super». Також з'явився "Elf 150 Super", який отримав 2,4 літровий дизельний двигун C240, який встановлювався на моделі Elf 250. На 1978 Isuzu було продано мільйон автомобілів Elf.
У січні 1980 року Elf було оновлено відповідно до стандартів викидів Японії 1979 року, так само змінилася конструкція кабіни, тепер з'явилася можливість відкидати її. Почалося виробництво моделей з широкою кабіною Elf 250 Wide і 350 Wide, вони отримали шасі KT і KS, а це означає закінчення другого покоління Elf 350. Ширина кабіни склала 1910 мм, в порівнянні з кабінами шириною 1690 мм, використовуються на шасі серій TL і KA.
1981 року стався незначний рестайлінг. Для третього покоління Elf дизельні двигуни були модернізовані, стали простішими в експлуатації. З'явився найменший, на той момент, у світі дизельний двигун 4BC2 з прямим упорскуванням, об'ємом 3,3 літри. Цей двигун, з 1982 року, замінив менш потужний 4BC1, який з'явився в 1979 році. У березні 1983 року дизельні двигуни були знову модернізовані згідно з новими японськими стандартами викидів для комерційних транспортних засобів. У той час як третє покоління Elf було змінено у 1984 році, випуск Route Van тривав до початку 1990-х. Кузов змінився та став більш придатним для такої версії автобуса; ці автомобілі продавалися як Isuzu Journey S та будувався на базі Elf 150 (KAD51ZB).

## Четверте покоління 1984–1993

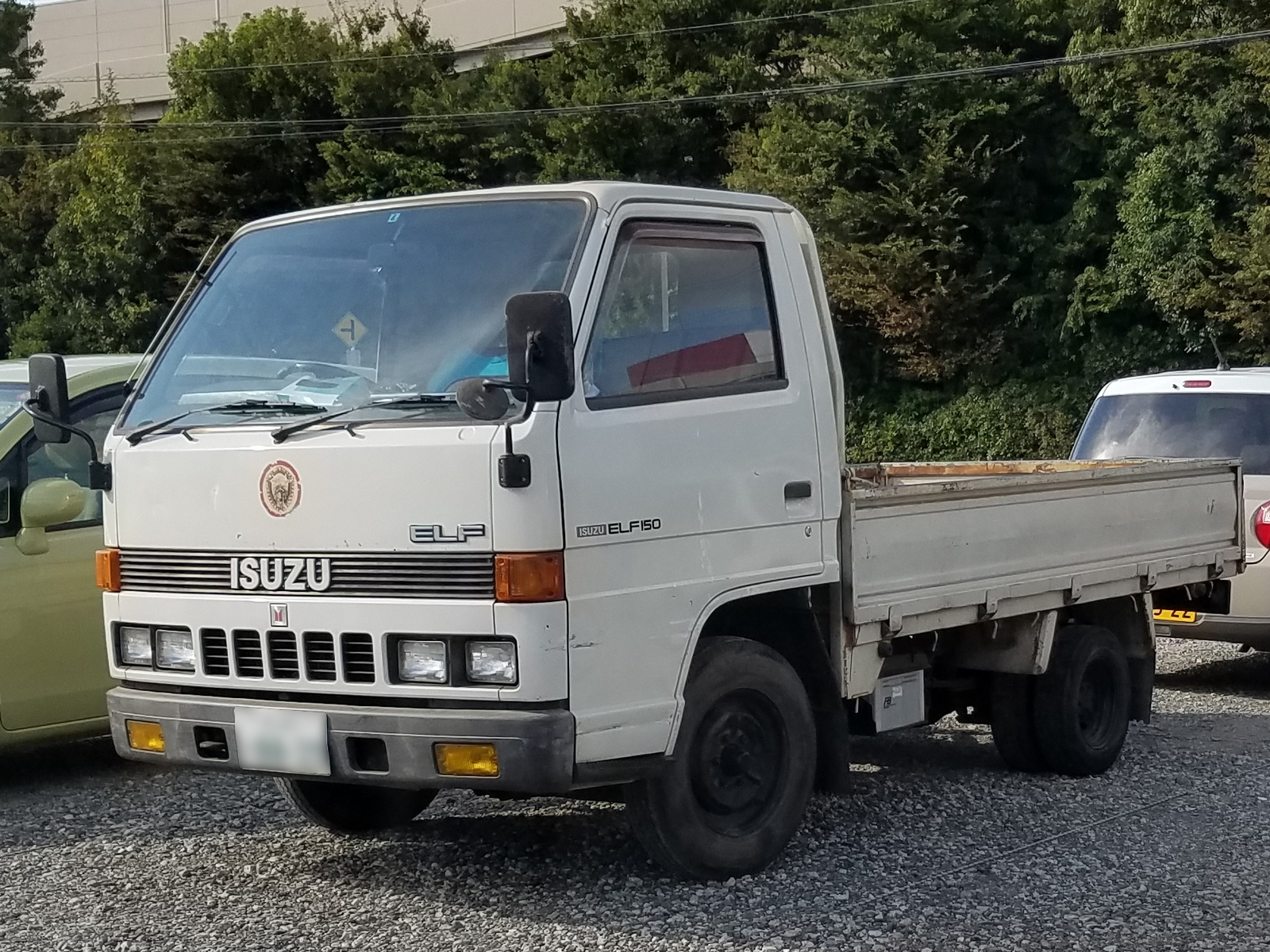
Isuzu Elf 4

Серія Elf четвертого покоління з’явилася в липні 1984 року. Це покоління Elf експортувалося по всьому світу та вироблялося в кількох країнах, включаючи Сполучені Штати. Четверта серія Elf/N спочатку мала подвійні прямокутні фари та решітку з п’ятьма окремими сегментами (сім для моделей з широкою кабіною). У лютому 1987 року з'явилася оновлена версія з решіткою тільки з двох більших сегментів, тоді ж була змінена лінійка двигунів. У червні 1990 року відбувся другий фейсліфт, після якого решітка радіатора стала єдиною. нижній отвір і фари були замінені на більш аеродинамічні, цільні блоки. Це покоління було останнім, яке було перейменовано як Bedford на австралійському та європейському ринках, через кілька місяців після припинення виробництва подібних вантажівок Bedford TK та TL, із значком Isuzu, який використовувався з 1992 року, хоча британські варіанти все ще збиралися на IBC ( Isuzu Bedford Company).

### США

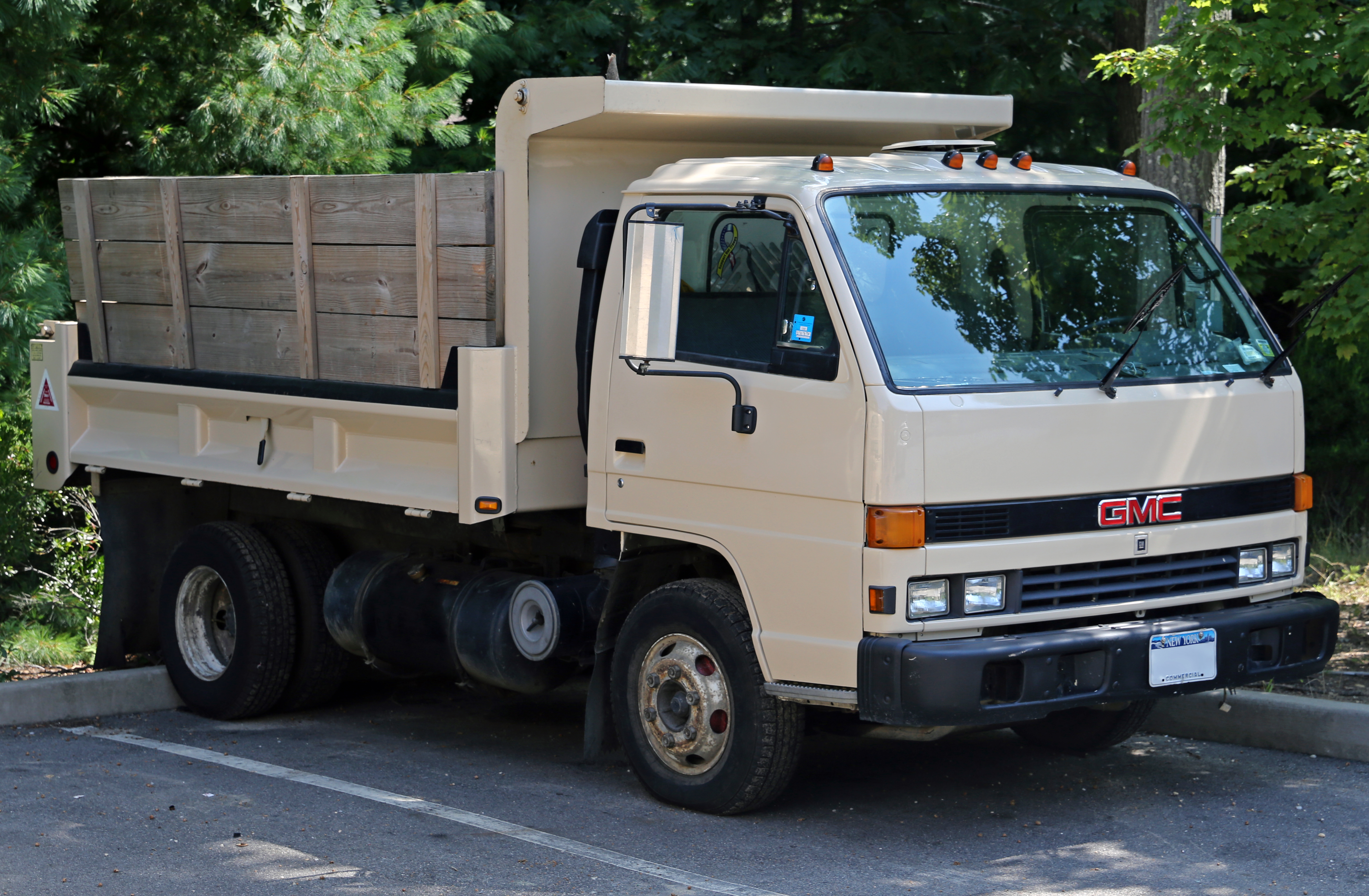
GMC Forward W4000

У США він продавався під назвами Chevrolet Tiltmaster і GMC Forward, які замінили їхню серію L, представлену в 1960 році. Ці вантажівки прибули в 1984 модельному році і мали турбо-дизельний двигун потужністю 165 к.с. (123 кВт). - шестимоторний. Це також була перша модель, яка використовувала довготривалу марку Isuzu N-series. У 1986 році на американський ринок була додана 8,4-літрова дизельна версія Forward (W7) із потужністю 220 к.с. (164 кВт). Forward і Tiltmaster пропонувалися як вантажівки Class 3 або Class 5, з загальною повною масою 13 250 або 16 000 фунтів (6 010 або 7 260 кг) відповідно. Менший Tiltmaster/Forward W4 має чотирирядний дизельний двигун потужністю 126 к.с. (94 кВт), тоді як більш важкий W6 отримав шестициліндровий дизель потужністю 154 к.с. (115 кВт). Ці моделі також продавалися як Isuzu NPR/NRR відповідно, а Isuzu додала модель «Flatlow» із низькопрофільними 15-дюймовими задніми шинами для меншої висоти рами.

## П'яте покоління 1993–2006

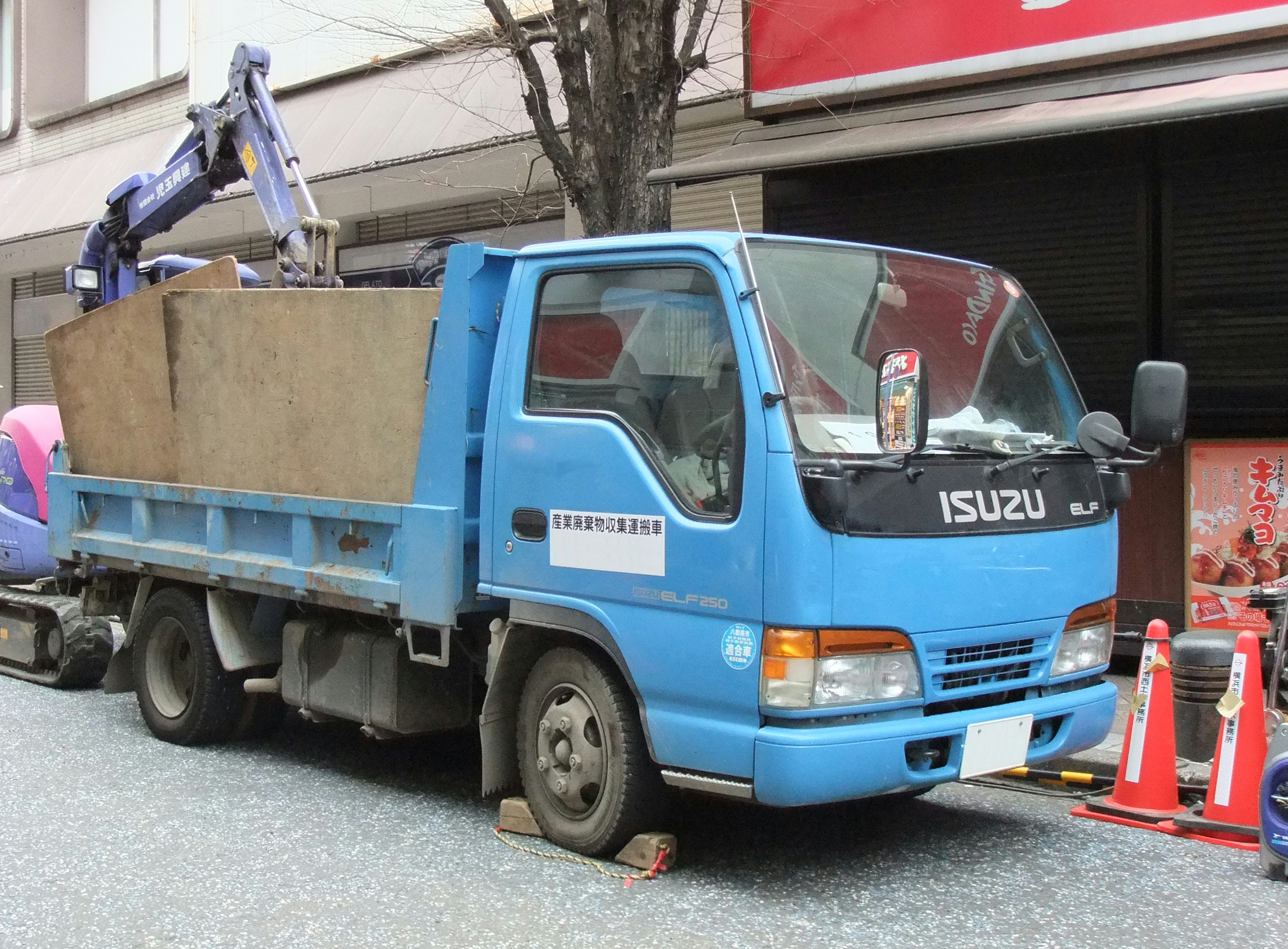
Isuzu Elf 5 (1993–2004)

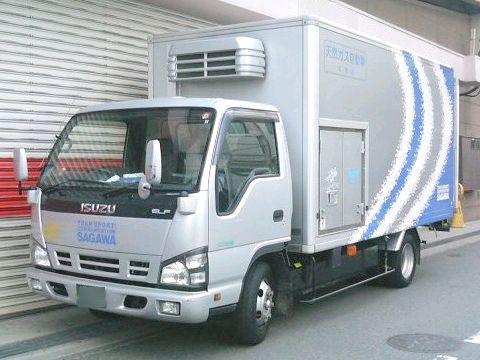
Isuzu Elf 5 (2004–2006)

В 1993 році представлене нове п'яте покоління моделі, автомобілі отримали повністю нову кабіну і оздоблення.
В 1998 році представлена модифікація вантажного автомобіля Elf CNG, яка працює на газі.
У 2004 році автомобіль обновили змінивши фари, грати радіатора, бампер і т.д.
У 2006 році в Японії припинили продажі цього покоління Isuzu Elf, але в інших країнах, в тому числі в Україні вони і сьогодні продаються.

### Isuzu NKR
Isuzu NKR55 – легке шасі компанії Isuzu вантажопідйомністю 2,0 тони. Isuzu NKR55E комплектується дизельним двигуном 4JB1-TC (Євро-2) об'ємом 2,8 л, потужністю 94 к.с. (70 кВт) при 3400 об/хв, крутним моментом 206 Нм.

### Isuzu NQR
Isuzu NQR71 – одне з найпопулярніших шасі компанії Isuzu у всьому світі. Його вантажопідйомність становить 5,5 тонн. Isuzu NQR71 комплектується дизельним двигуном 4HG1-T об'ємом 4,6 л, потужністю 121 к.с. (89 кВт) при 3200 об/хв, крутним моментом 322 Нм, який відповідає нормам Євро-2 (а з 2008 року також і Євро-3). Ресурс двигуна складає більш ніж в 1 млн км.
Автомобіль пропонується у двох модифікаціях: Isuzu NQR 71Р зі звичайною рамою і Isuzu NQR 71R з подовженою рамою.
Isuzu NQR75 – повнорозмірне шасі компанії Isuzu вантажопідйомністю 5,0 тонн. Шасі Isuzu NQR75 подібне на Isuzu NQR71, але відрізняється дизельним двигуном 4HK1 (Євро-3) об'ємом 5,2 л, потужністю 150 к.с. (110 кВт) при 2600 об/хв, крутним моментом 404 Нм. Так само як Isuzu NQR71 це шасі пропонується у двох модифікаціях: Isuzu NQR 75Р зі звичайною рамою і Isuzu NQR 75R з подовженою рамою.

## Шосте покоління з 2006

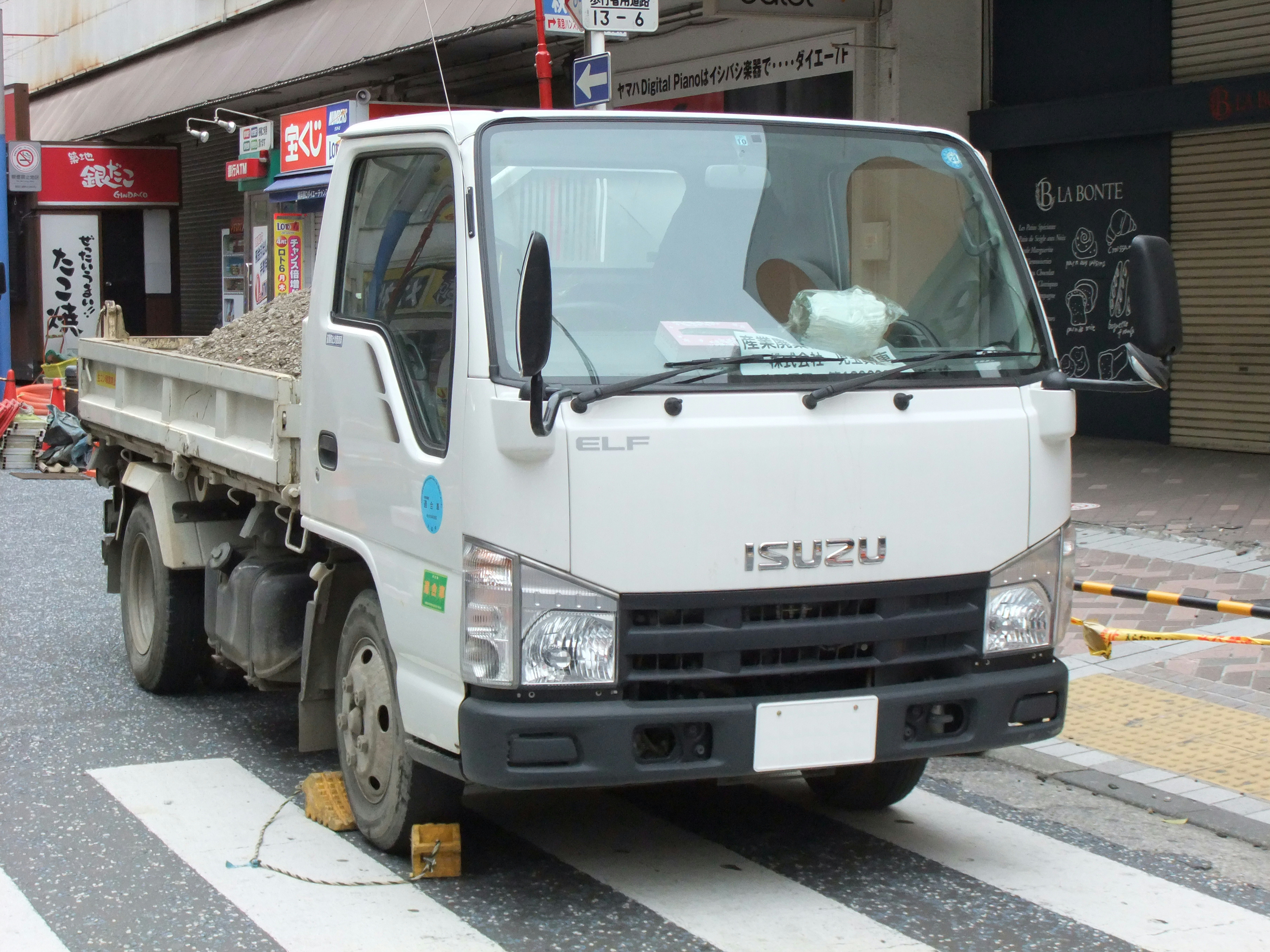
Isuzu Elf 6

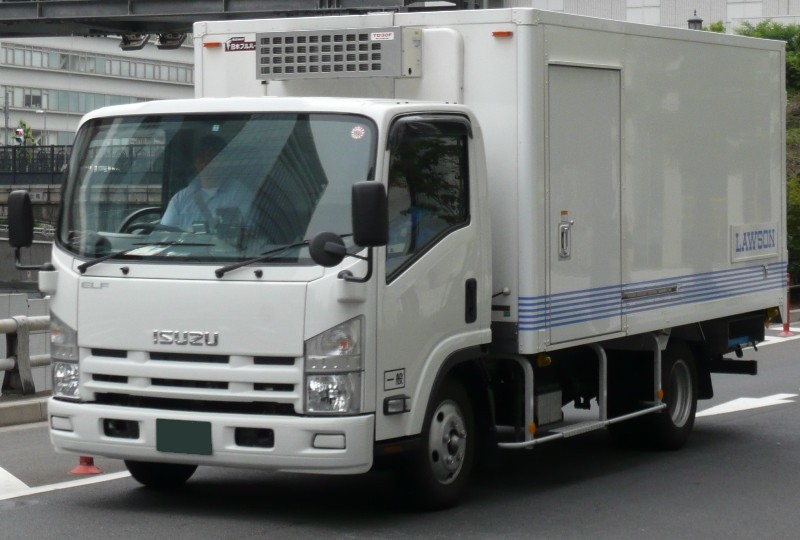
Isuzu Elf 6 (2006–2022)

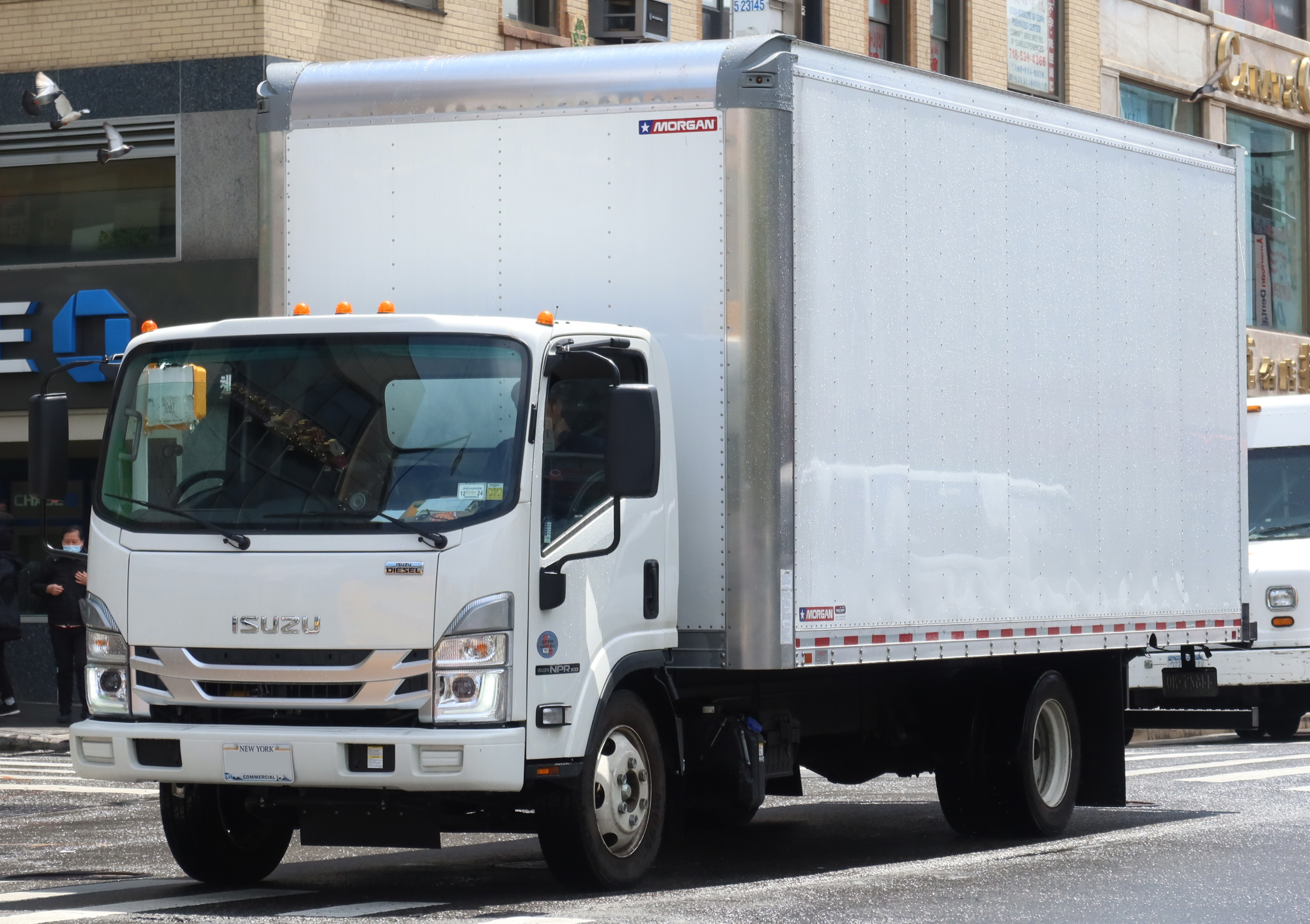
Isuzu Elf 6 (з 2022)

Серія Elf/N шостого покоління була представлена в грудні 2006 року (висока та широка кабіни) та лютому 2007 року (звичайна кабіна). На той час, коли був доступний повний асортимент, п’яте покоління Elf було знято з експлуатації. Він також збирався в Колумбії (поряд із більш важкою серією F), де продавався як Chevrolet NKR, NPR або NQR. Модель шостого покоління також отримала назву Nissan Atlas H43 в Японії.
Панель фар і покажчиків повороту тепер налаштована у формі логотипу Isuzu «twin bar», який використовувався з 1974 по 1991 рік. У Північній Америці GM продавав Isuzu серії N як Chevrolet і GMC W-Series до 2009 року. У 2016 році модель була повторно представлена як серія Low Cab Forward (LCF), просто названа Chevrolet 3500, 4500 або 5500, і доступна з тими самими бензиновими або дизельними двигунами.
Шосте покоління було представлено в Малайзії в 2014 році.
В 2022 році модель модернізували, змінивнши зовнішній вигляд і оснащення.

### Isuzu NLR
Isuzu NLR85 має вантажопідйомність 1,5 тонн і комплектується дизельним двигуном 4JJ1 об'ємом 3,0 л, потужністю 124 к.с. (91 кВт) при 2600 об/хв.

### Isuzu NMR
Isuzu NMR85 має вантажопідйомність 3,0 тонн і комплектується дизельним двигуном 4JJ1 об'ємом 3,0 л, потужністю 124 к.с. (91 кВт) при 2600 об/хв.

### Isuzu NPR
Isuzu NPR75 – вантажівка вантажопідйомністю 4,6-5,0 тонн. Isuzu NPR75 комплектується дизельним двигуном 4НК1 об'ємом 5,2 л, потужністю 150 к.с. (110 кВт) при 2600 об/хв, крутним моментом 404 Нм, який відповідає нормам Євро-3 або Євро-4.
Автомобіль пропонується у двох модифікаціях: Isuzu NPR75LK зі звичайною рамою і Isuzu NPR75LL з подовженою рамою.

### Isuzu NQR
Isuzu NQR90 має вантажопідйомність 6,0 тонн і комплектується дизельним двигуном 4HK1 об'ємом 5,2 л, потужністю 190 к.с. (140 кВт) при 2600 об/хв.

## Сьоме покоління з 2023

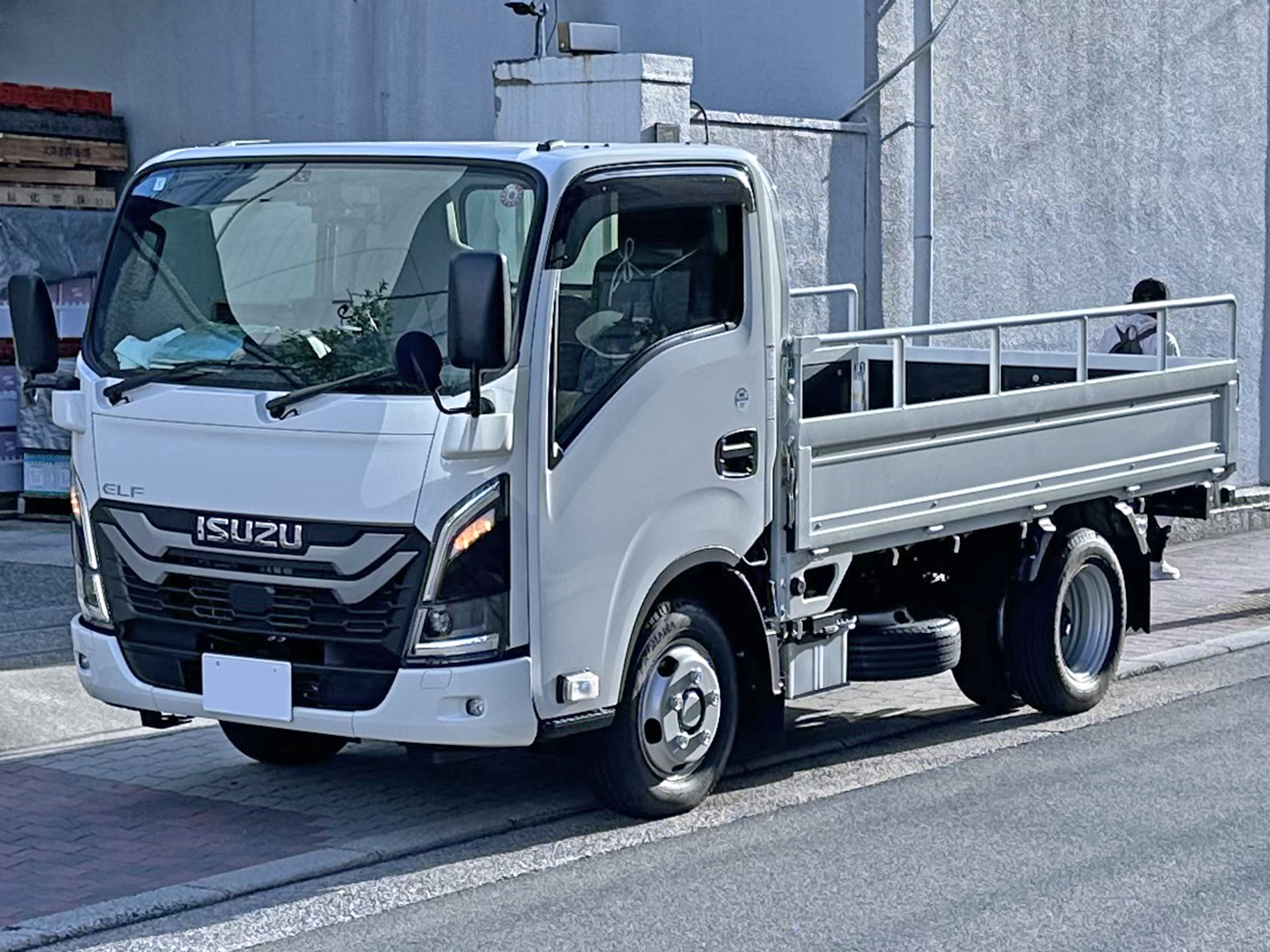
Isuzu Elf 7

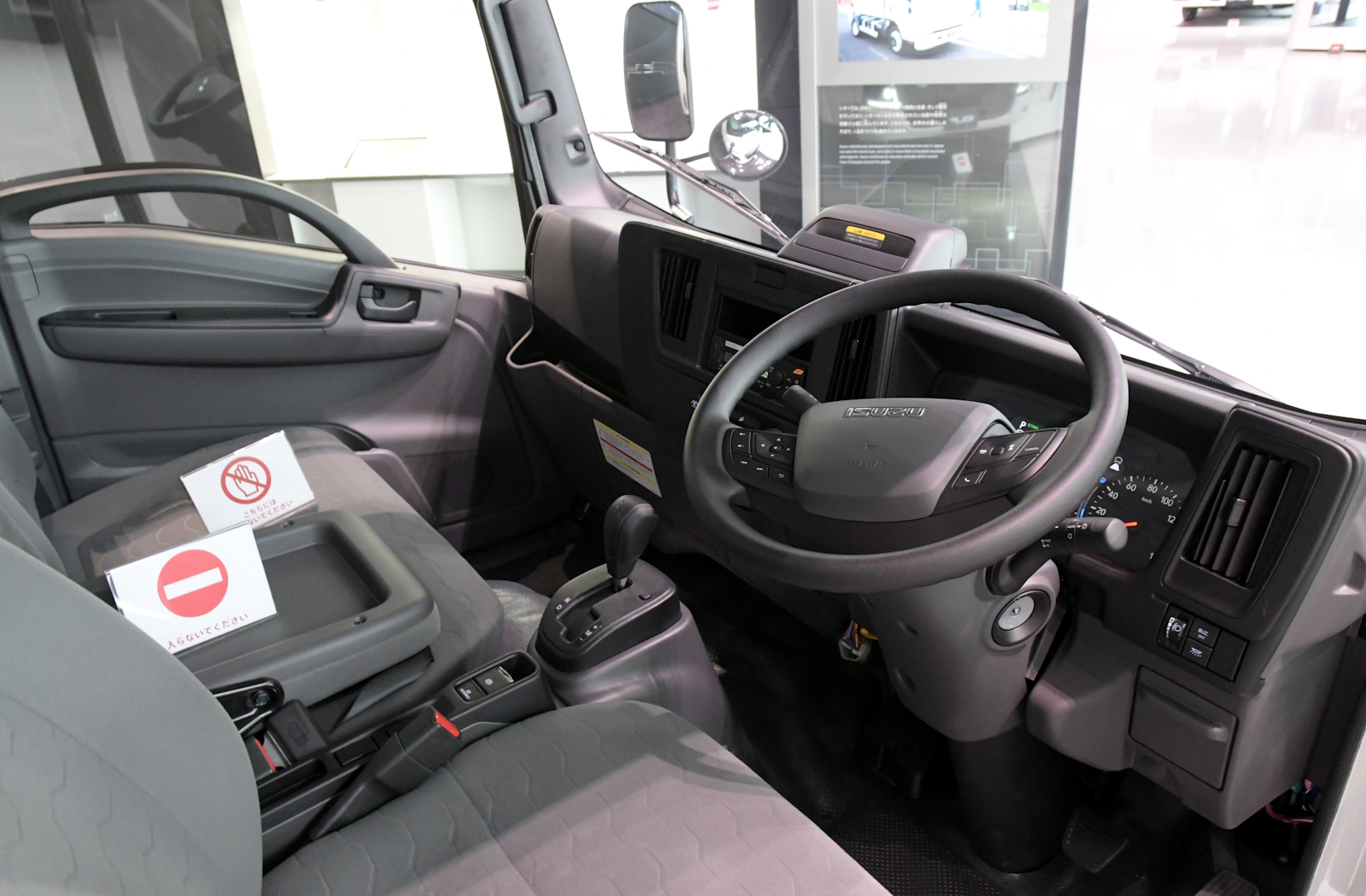

Серія Elf/N сьомого покоління була представлена 7 березня 2023 року в Японії, тепер доступна електрична версія EV.
Основний кузов стандартної кабіни було оновлено вперше за 30 років після п’ятого покоління, і вперше після п’ятого покоління стандартна кабіна, висока кабіна та широка кабіна мають спільну конструкцію кабіни. Передня решітка приймає нову фірмову ідентичність Isuzu, «World Cross Flow», продовження Giga та D-MAX. Аеродинамічний опір було покращено, і всі моделі досягли стандартів паливної ефективності 2025 року (стандарти паливної ефективності в режимі JH25 для важких автомобілів).
Цього разу Elf Forward прийняв першу загальну архітектурну стратегію Isuzu, ``I-MACS (Isuzu Modular Architecture and Component Standard). Двигун, трансмісія, паливний бак, вісь, електрична трансмісія, обладнання безпеки тощо мають спільну модульну конструкцію для обох автомобілів, що відповідає різноманітним потребам світу.
Інтер’єр також був суттєво доопрацьований: 7-дюймовий дисплей, розміщений на панелі приладів, підігрів сидінь, підлокітників і перемикачів на кермі стали стандартним обладнанням.
Як і 6-е покоління, існує 3 назви класів: ST, SG і SE Custom.
Двигун дизельного автомобіля залишився таким же, як і двигун 4JZ1, але на додаток до звичайного автомобіля MT, трансмісія ISIM (= Isuzu Smooth), 9-ступінчаста коробка передач з подвійним зчепленням, замінює Smoother Ex 6-го покоління. Intelligent TransMission) було нещодавно встановлено.
Що стосується безпеки, то функції, встановлені в 6-му поколінні, були покращені, а також покращена продуктивність стереокамери. Стандартний пакет функцій підтримки безпеки — «BASIC», який оснащений обов’язковим обладнанням, «PREMIUM» (лише для автомобілів, оснащених ISIM і передньою незалежною підвіскою) і «ADVANCE», який повністю оснащений засоби безпеки» та «STANDARD». Попередження про перехрестя доступне лише для SG та SE Custom у кожному пакеті. Гальма попередження зіткнення (з функцією виявлення повороту праворуч/ліворуч), монітор передніх сліпих зон і світлодіодні фари зі змінним розподілом світла (світлодіодні фари зі змінним розподілом світла доступні лише на автомобілях з передньою незалежною підвіскою) доступні для моделей «PREMIUM», «ADVANCE" і "STANDARD". "PREMIUM" включає в себе монітор стану водія, систему екстреної зупинки (EDSS), функцію розпізнавання дорожніх знаків, обмежувач швидкості, пов'язаний зі знаком, і круїз для всіх транспортних засобів (круїз для всіх транспортних засобів доступний лише для Транспортні засоби, обладнані ISIM). Система підтримки смуги руху тепер є стандартною для моделей ADVANCE та PREMIUM. Крім того, усі моделі стандартно оснащені електричним стоянковим гальмом, а система контролю тиску в шинах доступна як опція.
На додаток до зміни функцій «MIMAMORI» та «PREISM» на ті самі специфікації, що й у Giga, які були незначно змінені в жовтні 2022 року, у 2023 році буде впроваджено нещодавно розроблений пристрій, сумісний із підключеним кузовом (система моніторингу кузова). заплановано до завершення.
Як було сказано вище, повнопривідна модель на момент дебюту в лінійці не буде, а продаж 6-го покоління поки продовжиться.

### Elf EV
Транспортні засоби EV використовують компактний блок акумуляторів ємністю 20 кВт/год, включаючи 2 блоки (40 кВт/год, лише стандартна кабіна та стандартна колісна база), 3 блоки (60 кВт/год, усі моделі зі стандартною кабіною та високою кабіною) та 5 блоків (100 кВт/год, моделі з широкою кабіною та стандартною колісною базою) Він використовує модульну систему з довгою колісною базою (тільки довга колісна база).